# Дипломатическая академия МИД России
Дипломатическая академия Министерства иностранных дел Российской Федерации — старейшая дипломатическая академия в мире, в которой готовят специалистов в области международных отношений, международных экономических отношений, международного права и журналистики.

## История
Дипломатическая академия ведёт свою историю с 1934 года, когда при Народном комиссариате иностранных дел СССР был создан Институт по подготовке дипломатических и консульских работников, преобразованный в 1939 году в Высшую дипломатическую школу. Институт начал работу в здании бывшего доходного дома Первого Российского Страхового общества, которое НКИД (с 1946 — МИД) занимали с 1918 по 1952 год. В 1974 году постановлением Совета Министров СССР Высшая дипломатическая школа была преобразована в Дипломатическую академию МИД СССР. За годы своего существования Академия выпустила свыше 7 тысяч профессиональных дипломатов, из которых более 750 человек получили ранг Чрезвычайного и Полномочного Посла.
Здание академии на пересечении Остоженки и Садового кольца у Крымского моста было построено в второй половине XIX века по проекту архитектора Вебера для Катковского лицея. Лицей был открыт 13 января 1868 года и был назван в честь рано умершего старшего сына Александра II — «Московский лицей Цесаревича Николая». Основателем учебного заведения был публицист Михаил Никифорович Катков. На его личные сбережения и его ближайшего друга и помощника, профессора Павла Михайловича Леонтьева, а также московских предпринимателей и был создан лицей. По имени отца-основателя лицей получил неофициальное название — Катковский.
В 1893 году лицей был переименован в Императорский. Представлял собой учебное заведение для детей из богатых дворянских и буржуазных семей. Его выпускники становились крупными чиновниками и политическими деятелями царской России. Закрыт в 1917 году.
С 1918 года здесь располагался Народный комитет просвещения, позднее — один из корпусов Института международных отношений, сейчас — Дипломатическая академия МИД России.
Здание представляет собой четырёхэтажный особняк, выкрашенный в голубой цвет. В нишах на фасаде установлены две скульптуры — просветителей Кирилла и Мефодия.
В старой части Москвы, близ станции метро «Красные ворота» в переулке, названном в XVIII в. по имени князя И. П. Козловского Большим Козловским, находится второй ансамбль зданий Дипломатической академии МИД России, построенный по проекту архитектора П. С. Кампиони в 1874 г.
С 1944 по 1946 гг. в этих стенах в Высшей дипломатической школе проходил обучение выдающийся советский дипломат Анатолий Федорович Добрынин.

## Структура
Дипломатическая академия МИД России является одним из самых известных и престижных центров подготовки, переподготовки и повышения квалификации дипломатических кадров, специалистов в области международных отношений, экономики, политологии и юриспруденции. Здесь готовят квалифицированные кадры для систем МИД России, дальнего зарубежья и стран СНГ. С каждым годом увеличивается приток иностранцев, желающих учиться в Дипломатической академии. На сегодняшний день в Академии учатся представители около 45 стран мира.
Традиционно Дипломатическая академия славится уникальной высокоэффективной методикой интенсивного обучения иностранным языкам. На сегодняшний день в академии преподают более 23 иностранных языков.
Академия включает в себя следующие академические подразделения для студентов, получающих степень бакалавра и магистра:
- Факультет международных отношений;
- Экономический факультет;
- Юридический факультет.

На базе военного учебного центра организована подготовка военнослужащих запаса ВС России. Помимо программ высшего профессионального образования в Дипломатической академии реализуются программы дополнительного образования на базе факультетов подготовки кадров высшей квалификации и повышения квалификации и переподготовки дипломатических работников.
Налажена научная работа в рамках Института актуальных международных проблем и Центра глобальных исследований и международных отношений. Функционируют три диссертационных совета (международное право, политические науки и история).

## Издания
В Дипломатической академии на регулярной основе издаётся сборник научных статей «Дипломатический ежегодник». С 2013 по 2019 год Ассоциация выпускников Дипломатической академии издавала журнал «Alma Mater». С 2014 года выпускается журнал «Вестник Дипломатической академии МИД России. Россия и мир», включённый в Перечень ведущих рецензируемых научных изданий ВАК. C 2015 года совместно с издательством АНО «Международный аналитическо-издательский центр правовой информации» издаётся журнал «Международный правовой курьер». С 2017 года Совет молодых учёных Дипломатической академии издаёт журнал «Вестник учёных-международников». С участием академии издаются журналы «Дипломатическая служба», «Мир и политика», «Обозреватель», входящие в Перечень рекомендованных изданий ВАК. С 2020 года Академией выпускается журнала «Дипломатическая служба и практика» — издание уникального формата, авторами которого выступают действующие дипломаты, государственные деятели, эксперты-международники.

## Выпускники Дипломатической академии МИД России
Дипломатическая академия МИД России славится своими выпускниками, среди которых много талантливых и выдающихся дипломатов, учёных и государственных деятелей, таких как: В.И.Матвиенко, К-Ж.Токаев, Андрей Карлов, Ольга Васильева, Сергей Лебедев, Сердар Бердымухамедов и другие.

## Награды
- Орден Трудового Красного Знамени (12 июня 1984 года)
- Благодарность Президента Российской Федерации (24 января 2024 года) — за заслуги в сфере образования и науки, подготовку высококвалифицированных специалистов в области международных отношений, мировой экономики и международного права[7]
- Почетная грамота Секретаря Совета Безопасности Российской Федерации (14 марта 2024 года)